# Hot n Cold
Hot n Cold är en singel av den amerikanska popsångerskan Katy Perry. Låten är skriven och sammansatt av Dr Luke, Max Martin, och Perry för hennes andra album One of the Boys. Låten var i början planerad att vara Perrys första singel från albumet.
Spåret släpptes som albumets tredje singel. Den nådde nummer tre på Billboard Hot 100, vilket gör det till Perry's andra singel som når #3, efter hennes tidigare dunderhit "I Kissed a Girl". Denna låt har också legat etta i flera länder världen över, inklusive Sverige, Storbritannien, Australien, Irland och Nya Zeeland, men också i Turkiet, Finland, Tyskland, Grekland, Kanada, Norge och Danmark.
Låten bekräftades handla om början av hennes förhållande med Travis McCoy från Gym Class Heroes.
Låten användes för TV-serien 90210 och för trailern för den kommande filmen The Proposal med Sandra Bullock. Perry sjöng låten i Simlish i soundtracket till Sims 2: Apartment Life.
I Dansbandskampen 2009 framfördes låten av Titanix. I Dansbandskampen 2010 tolkades låten av Jeppez and the Cowboys.